# Vladislav Basák
Vladislav Basák (1926 – ?), chybně uváděný jako Vladimír Bosák, byl český fotbalový brankář.
V listopadu 2011 se účastnil 110. setkání bývalých fotbalistů ze západních Čech.

## Hráčská kariéra
V československé lize chytal za ČSD Plzeň a Tankistu Praha. Působil také ve Viktorii/Škodě Plzeň a ATK Praha.

### Prvoligová bilance
| Ročník         | Zápasy | Góly | Minuty | Nuly | Klub           |
| -------------- | ------ | ---- | ------ | ---- | -------------- |
| I. liga 1950   | –      | 0    | –      | –    | ČSD Plzeň      |
| I. liga 1953   | –      | 0    | –      | –    | Tankista Praha |
| I. liga 1954   | –      | 0    | –      | –    | Tankista Praha |
| CELKEM I. LIGA | –      | 0    | –      | –    |                |